# Washington Initiative 502
Washington Initiative 502 war eine Volksinitiative im Bundesstaat Washington in den USA, über die am 6. November 2012 abgestimmt wurde. Die Initiative verlangte die Legalisierung von Cannabis als Rauschmittel zum Freizeitgebrauch für über 21-Jährige und wurde vom Stimmvolk mit einer Mehrheit von 55,7 % (1.724.209 „Ja-Stimmen“ bei insgesamt 3.095.444 Stimmen) bei einer Wahlbeteiligung von 89 % angenommen.

## Folgen

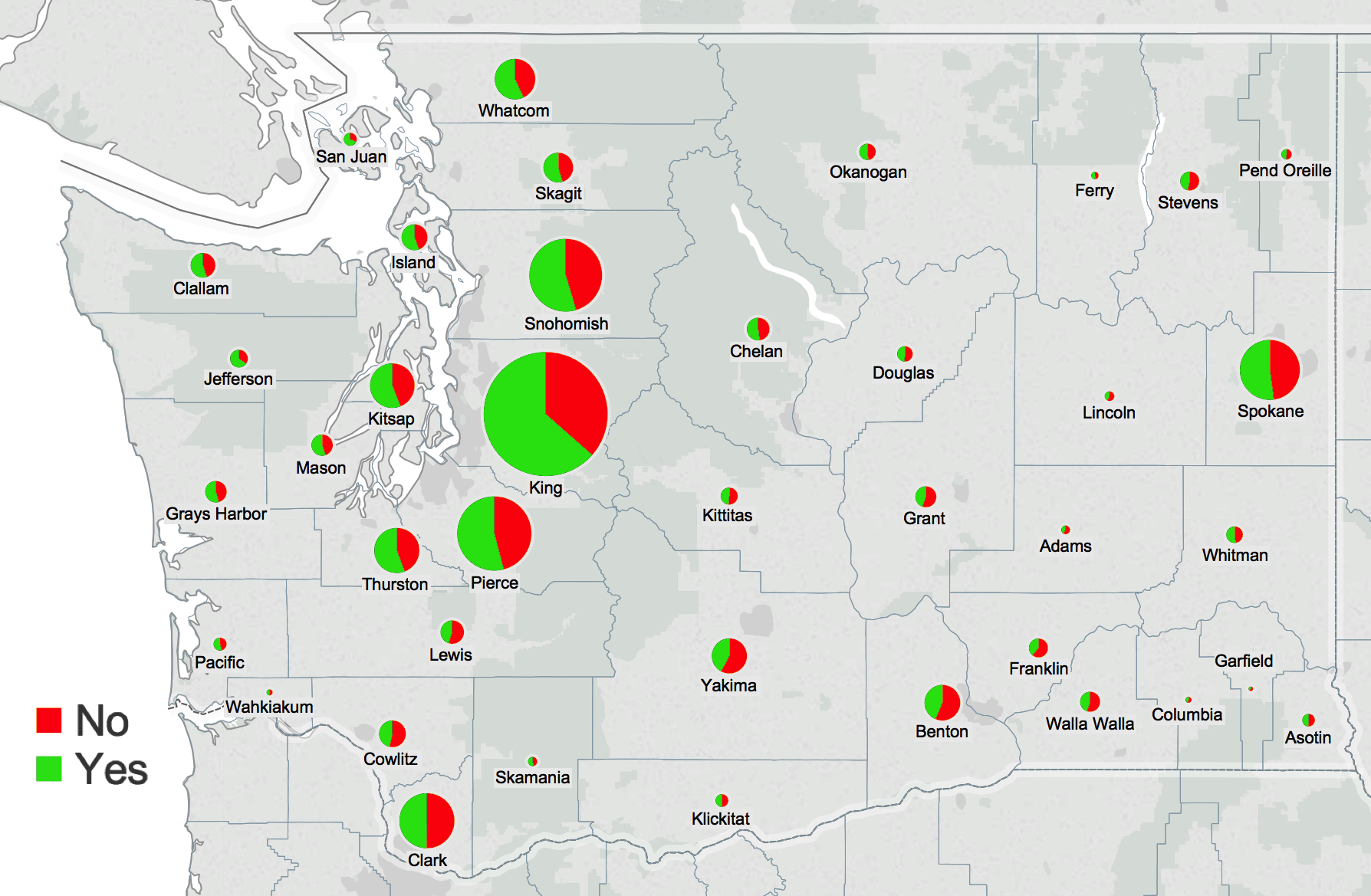
Abstimmungsergebnis:
Die Größe der Kreise gibt die Zahl der Abstimmenden in den einzelnen Counties wieder

Infolge der Initiative ist der Besitz von bis zu einer Unze (etwa 30 Gramm) Cannabis seit dem 6. Dezember 2012 in Washington legal. Anbau und Abgabe bleiben staatlich reguliert und sind Privatpersonen untersagt. Im April 2013 veröffentlichte die staatliche Alkoholkontrollbehörde, die für die Regulierung verantwortlich ist, einen aktualisierten Fahrplan für die Umsetzung der Initiative in geltendes Recht. Ab dem 1. Dezember 2013 sollten Produzenten, verarbeitende Betriebe und Verkaufsstellen staatliche Lizenzen erhalten, allerdings wurde die erste Anbaulizenz erst im März 2014 ausgegeben. Einzelhändler begannen nach dem 7. Juli 2014 mit dem Verkauf.
Sowohl der Verkauf im Groß- als auch im Einzelhandel wird mit 25 % besteuert. Die Steuereinnahmen sollen in die Finanzierung der Suchtprävention, der Schulen und der Krankenversicherung fließen. Eine Abgabe an unter 21-Jährige bleibt verboten.

## Vergleichbare Initiativen in anderen Bundesstaaten

### Colorado
Auch in Colorado wurde am selben Tag eine vergleichbare Initiative mit dem Titel Colorado Amendment 64 angenommen. Mit 54 % stimmten die Wähler für die Legalisierung des begrenzten Anbaus und Besitz von Cannabis für den privaten Gebrauch bei Erwachsenen. Im Gegensatz zur Initiative in Washington darf man ab dem 21. Lebensjahr eine begrenzte Anzahl von Pflanzen besitzen und eine Unze kostenlos abgeben. Für den kommerziellen Handel ist eine staatliche Lizenz erforderlich, die seit dem 1. Januar 2014 Gültigkeit hat. Die Verbrauchssteuer soll 15 % betragen und für den Ausbau der öffentlichen Schulen genutzt werden. Für den Bundesstaat Colorado wurde durch die Gesetzesänderung bis zum Jahr 2017 ein Gewinn von 60 Millionen Dollar erwartet, der sich sowohl aus den neu generierten Steuereinnahmen als auch aus den Einsparungen bei der Strafverfolgung zusammensetzt.
Analog zu den Regeln, die für den Alkoholkonsum gelten, wurden Regeln für den Cannabiskonsum entwickelt. So ist der Verkauf nur in kindersicheren Verpackungen erlaubt, die Verkaufsstellen dürfen nicht in der Nähe von Schulen liegen und öffentlicher Konsum ist untersagt. Für die Fahrtüchtigkeit gelten Grenzwerte, die mit Hilfe von standardisierten Schnelltests kontrolliert werden sollen.

### Oregon und Massachusetts
In zwei weiteren Staaten standen ähnlich gelagerte Initiativen zur Abstimmung. Die Bürger in Oregon lehnten die generelle Freigabe von Cannabis in ihrem Bundesstaat ab. Die Abstimmung in Massachusetts führte zur Legalisierung von Cannabis für den medizinischen Gebrauch auf ärztliches Rezept, wie er bereits in 17 anderen Staaten erlaubt war.

### Kalifornien
2010 lehnten die Bürger von Kalifornien eine ähnliche Vorlage, die California Proposition 19, ab. Am 8. November 2016 wurde ein ähnliches Gesetzesvorhaben (California Proposition 64) von einer Mehrheit der Wähler beschlossen.

## Bundesrecht
Der Besitz und Konsum von Cannabis ist in den Vereinigten Staaten auf Bundesebene durch den Controlled Substances Act nach wie vor verboten und kann strafrechtlich verfolgt werden. Das Verbot wurde bisher von der Regierung Obama nicht durchgesetzt. Es ist allerdings möglich, dass sich dies für den geplanten legalisierten Verkauf von Cannabis ändern könnte. Dies ist bislang in neun US-Bundesstaaten geschehen.